# Калинівська селищна територіальна громада (Броварський район)
Калинівська селищна територіальна громада — територіальна громада в Україні, у Броварському районі Київської області. Адміністративний центр — селище Калинівка.
Площа громади — 65,92 км², населення — 8492 особи (2020).
Утворена 12 червня 2020 року шляхом об'єднання Калинівської селищної ради та Красилівської, Рожівської сільських рад Броварського району.

## Населені пункти
У складі громади 1 селище (Калинівка) і 5 сіл:
- Квітневе
- Красилівка
- Перемога
- Рожівка
- Скибин

## Старостинські округи
- Красилівський
- Рожівський